# Invasão da Iugoslávia
A Invasão da Iugoslávia, também conhecida como Guerra de Abril ou Operação 25, foi um ataque liderado pela Alemanha Nazista ao Reino da Iugoslávia pelas potências do Eixo que começou em 6 de abril de 1941 durante a Segunda Guerra Mundial. A ordem para a invasão foi apresentada na "Diretiva Führer No. 25", que Adolf Hitler emitiu em 27 de março de 1941, após um golpe de estado iugoslavo que derrubou o governo pró-Eixo.
A invasão começou com um ataque aéreo esmagador a Belgrado e às instalações da Força Aérea Real Iugoslava (VVKJ) pela Luftwaffe (Força Aérea Alemã) e ataques de forças terrestres alemãs do sudoeste da Bulgária. Estes ataques foram seguidos por investidas alemãs da Romênia, Hungria e Ostmark (atual Áustria, então parte da Alemanha). As forças italianas limitaram-se a ataques aéreos e de artilharia até 11 de abril, quando o exército italiano atacou em direção a Ljubljana (na atual Eslovênia) e através da Ístria e Lika e ao longo da costa da Dalmácia. No mesmo dia, as forças húngaras entraram em Bačka e Barânia, mas tal como os italianos não enfrentaram praticamente nenhuma resistência. Um ataque iugoslavo nas partes do norte do protetorado italiano da Albânia teve sucesso inicial, mas foi inconsequente devido ao colapso do resto das forças iugoslavas.
Os estudiosos propuseram várias teorias para o colapso repentino do Exército Real Iugoslavo, incluindo treinamento e equipamento deficientes, generais ansiosos por garantir uma rápida cessação das hostilidades e atividades da quinta-coluna croata, eslovena e de etnia alemã. Este último foi questionado por estudiosos que sugeriram que a quinta coluna teve pouco efeito no resultado final. A invasão terminou quando um armistício foi assinado em 17 de abril de 1941, baseado na rendição incondicional do exército iugoslavo, que entrou em vigor ao meio-dia de 18 de abril. O Reino da Iugoslávia foi então ocupado e dividido pelas potências do Eixo. A maior parte da Sérvia e do Banato tornou-se uma zona de ocupação alemã, enquanto outras áreas da Iugoslávia foram anexadas pelos países vizinhos do Eixo, Alemanha, Hungria, Itália, Albânia e Bulgária. A Croácia tornou-se o Estado Independente da Croácia (Servo-croata: Nezavisna Država Hrvatska, ou NDH), um estado-fantoche do Eixo criado durante a invasão que compreende a Sírmia, a Bósnia e Herzegovina, bem como as terras croatas. Junto com a invasão da Grécia paralisada pela Itália em 28 de outubro de 1940, e a invasão da Grécia liderada pelos alemães (Operação Marita) e a invasão de Creta (Operação Merkur), a invasão da Iugoslávia fez parte da Campanha Alemã dos Balcãs ( em alemão:  Balkanfeldzug).

## Contexto
Em Outubro de 1940, a Itália Fascista atacou o Reino da Grécia apenas para ser forçada a regressar à Albânia. O ditador alemão Adolf Hitler reconheceu a necessidade de ir em auxílio do seu aliado, o ditador italiano Benito Mussolini. Hitler fez isso não apenas para restaurar o prestígio diminuído do Eixo, mas também para evitar que a Grã-Bretanha bombardeasse os campos petrolíferos romenos de Ploiești, dos quais a Alemanha Nazista obtinha a maior parte do seu petróleo.
Em 1940 e no início de 1941, a Hungria, a Romênia e a Bulgária concordaram em aderir ao Pacto Tripartite e, assim, juntar-se ao Eixo. Hitler então pressionou a Iugoslávia a aderir também. O regente, Príncipe Paulo, cedeu a esta pressão e declarou a adesão da Iugoslávia ao Pacto em 25 de março de 1941. Este movimento foi altamente impopular entre o corpo de oficiais militares dominado pelos sérvios, organizações sérvias como a Narodna Odbrana e a Associação de Chetniks, a Igreja Ortodoxa Sérvia, uma grande parte da população sérvia, bem como liberais e comunistas. Oficiais militares (predominantemente sérvios) executaram um golpe de estado em 27 de março de 1941, forçaram o regente a renunciar e declararam maior de idade o rei Pedro II, de 17 anos.

## Preparação
Ao ouvir a notícia do golpe na Iugoslávia, Hitler chamou seus conselheiros militares a Berlim em 27 de março. No mesmo dia do golpe, ele emitiu a Directiva do Führer 25, que exigia que a Jugoslávia fosse tratada como um Estado hostil.  Hitler considerou o golpe um insulto pessoal e ficou tão irritado que estava determinado, em suas palavras, "a destruir a Iugoslávia militarmente e como Estado" (Jugoslawien militärisch und als Staatsgebilde zu zerschlagen) e a fazê-lo "com dureza impiedosa" e "sem esperar por possíveis declarações de lealdade do novo governo".
A Hungria aderiu ao Pacto Tripartite em 20 de novembro de 1940. Em 12 de dezembro, também concluiu um tratado com a Iugoslávia apelando à “paz permanente e à amizade eterna”. A liderança húngara foi dividida depois que a Diretiva de Guerra 25 da Alemanha foi entregue em 27 de março de 1941. O regente Miklós Horthy e os militares favoreceram a participação na invasão da Iugoslávia e se mobilizaram no dia seguinte. O primeiro-ministro Pál Teleki procurou impedir a passagem das tropas alemãs pela Hungria e citou o tratado de paz com a Iugoslávia como um impedimento à cooperação com os alemães.
Em 1º de abril, a Iugoslávia redesignou seu Comando de Assalto como Comando Chetnik, em homenagem às forças guerrilheiras sérvias da Primeira Guerra Mundial, que haviam resistido às Potências Centrais. O comando pretendia liderar uma guerra de guerrilha caso o país estivesse ocupado. A sua sede foi transferida de Novi Sad para Kraljevo, no centro-sul da Sérvia, em 1 de abril.
No dia 2 de abril, tendo o embaixador alemão já sido chamado de volta para "conversações", o restante pessoal da embaixada foi ordenado a deixar a capital e a alertar as embaixadas de nações amigas para que também evacuassem. Isso enviou a mensagem inequívoca de que a Iugoslávia estava prestes a ser invadida.
Em 3 de abril, Hitler emitiu a Diretiva de Guerra 26 detalhando o plano de ataque e a estrutura de comando para a invasão, bem como prometendo ganhos territoriais para a Hungria. No mesmo dia, Teleki se matou. Horthy, buscando um compromisso, informou Hitler naquela noite que a Hungria cumpriria o tratado, embora provavelmente deixasse de aplicá-lo caso a Croácia se separasse e a Iugoslávia deixasse de existir. Após a proclamação de um Estado Independente da Croácia em Zagreb, em 10 de Abril, este cenário concretizou-se e a Hungria juntou-se à invasão, com o seu exército atravessando a Jugoslávia no dia seguinte.

## Forças

### Ordem de batalha do Eixo
A invasão foi liderada pelo 2º Exército Alemão com elementos do 12º Exército, Primeiro Grupo Panzer, e um corpo panzer independente combinado com o apoio esmagador da Luftwaffe. As 19 divisões alemãs incluíam cinco divisões panzer, duas divisões de infantaria motorizada e duas divisões de montanha. A força alemã também incluía três regimentos de infantaria motorizada independentes e bem equipados e era apoiada por mais de 750 aeronaves. O 2º Exército e o 9º Exército italianos comprometeram um total de 22 divisões e 666 aeronaves para a operação. O 3º Exército Húngaro também participou da invasão, com o apoio de mais de 500 aeronaves.
Durante a Guerra de Abril, o Quartel-General do Führer (FHQ) recebeu o codinome Frühlingssturm (Tempestade de Primavera) e consistia no Führersonderzug (Trem Especial do Führer) de codinome "Amerika" estacionado em Mönichkirchen ao lado do trem especial "Atlas" do Estado-Maior de Operações das Forças Armadas. ( Wehrmachtführungsstabes, WFSt). O "Atlas" só chegou a Mönichkirchen em 11 de abril, bem depois do início das operações, e o "Amerika" só chegou no dia seguinte. Mönichkirchen foi escolhido porque um túnel ferroviário próximo poderia fornecer abrigo em caso de ataque aéreo. Ambos os trens retornaram a Berlim em 26 de abril.
Após o início da invasão italiana no noroeste, o rei Vítor Emanuel III mudou-se para uma villa propriedade da família Pirzio Biroli em Brazzacco, perto de Moruzzo, para ficar perto da frente.
A Alemanha atacou a Iugoslávia a partir de bases em três países além dela: Hungria, Romênia e Bulgária. As tropas alemãs entraram em cada um destes países sob diferentes pretextos e em momentos diferentes. O primeiro país a receber uma missão militar alemã foi a Roménia. Ostensivamente para treinar as forças armadas romenas, o seu verdadeiro objectivo era proteger os recursos petrolíferos da Romênia e preparar-se para um ataque à União Soviética. A Wehrmacht entrou na Bulgária de forma mais circunspecta, primeiro com a intenção de fornecer defesa aérea contra qualquer força que atacasse os campos petrolíferos da Roménia e mais tarde com a intenção de invadir a Grécia em apoio à Itália. As tropas alemãs não entraram na Hungria até que o ataque à Jugoslávia já estivesse planeado e a participação da Hungria tivesse sido assegurada.

#### Implantação na Romênia
O rei Carlos II da Romênia, a partir da cessão da Bessarábia e da Bucovina do Norte à União Soviética, propôs numa carta a Adolf Hitler em 2 de julho de 1940 que a Alemanha enviasse uma missão militar à Roménia. O governo romeno solicitou o envio urgente de uma missão em 7 de setembro de 1940, um dia após a abdicação de Carol. A decisão de ajudar a Roménia foi tomada em 19 de Setembro, e a Hungria foi convidada a fornecer trânsito aos soldados alemães em 30 de Setembro. As primeiras tropas entraram na Roménia em 10 de outubro. Eles entraram em Bucareste dois dias depois (12 de outubro) sob gritos de Heil! A explicação oficial para a presença de tropas alemãs era que elas estavam ali para treinar o exército romeno. A directiva de Hitler às tropas em 10 de Outubro afirmava que "é necessário evitar até mesmo a menor aparência de ocupação militar da Roménia". Na segunda quinzena de outubro, o líder romeno, Ion Antonescu, pediu que a missão militar fosse ampliada. Os alemães atenderam alegremente ao pedido, uma vez que os campos de petróleo e refinarias em Ploiești eram vitais para o seu esforço de guerra. A Romênia também foi um importante ponto de partida para um ataque à União Soviética, o que tornou a presença de tropas alemãs uma violação do Pacto Molotov-Ribbentrop de 23 de agosto de 1939.
Em meados de novembro, a 13.ª Divisão de Infantaria Motorizada tinha sido montada na Roménia, e reforçada pelo 4.º Regimento Panzer, engenheiros e tropas de sinalização, bem como seis esquadrões de caça e dois de reconhecimento da Luftwaffe, e alguma artilharia antiaérea.  Um total de setenta baterias de artilharia foram transferidas para a Roménia. Em 23 de Novembro, a Roménia assinou o Pacto Tripartido. Na altura, a Alemanha informou a Roménia que não se esperava que ela participasse num ataque à Grécia, mas que a Alemanha queria usar o território romeno para fornecer uma base para um ataque alemão. Em 24 de novembro, Antonescu reuniu-se com Wilhelm Keitel, chefe do Oberkommando der Wehrmacht, para discutir a defesa comum. Como resultado desta reunião, a 16ª Divisão Panzer foi enviada para a Roménia no final de Dezembro. O 12º Exército e o Primeiro Grupo Panzer, juntamente com equipamento de ponte pesado para a travessia planejada do Danúbio, seguiram em janeiro de 1941. Em janeiro de 1941, o número total de efetivos alemães na Romênia era de 170 639. Os elementos do 12º Exército que invadiriam a Iugoslávia vindos da Romênia reuniram-se perto de Timișoara (Temeschwar).
Entre novembro de 1940 e fevereiro de 1941, a Luftwaffe transferiu gradualmente 135 caças e aeronaves de reconhecimento para a Romênia (em 22-26 esquadrões). No início de Abril de 1941, transferiram mais 600 aeronaves de França, África e Sicília para a Romênia e Bulgária num período de dez dias. O caça e a nave de reconhecimento foram enviados para campos em Arad, Deva e Turnu Severin. Em 12 de Fevereiro, a Grã-Bretanha rompeu relações diplomáticas com a Roménia alegando que se tratava de um país ocupado pelo inimigo.

#### Implantação na Bulgária
Dois acontecimentos no início de novembro de 1940 convenceram Hitler da necessidade de estacionar tropas, especialmente a Luftwaffe, na Bulgária. O primeiro foram relatos falsos de que os britânicos estavam construindo um campo de aviação em Lemnos, a partir do qual poderiam bombardear Ploieşti. A segunda foi o início dos ataques aéreos britânicos provenientes de bases gregas contra navios italianos em 6 de novembro. O planejamento para a invasão alemã da Grécia a partir da Bulgária começou em 12 de novembro.
Já em 13 de Novembro, os soviéticos acusavam (incorrectamente) os alemães de terem tropas na Bulgária neutra. Em 18 de Novembro, o czar Boris III da Bulgária reuniu-se com Hitler e prometeu participar num ataque à Grécia, mas apenas no último momento. Pouco depois, uma equipe alemã secreta comandada pelo coronel Kurt Zeitzler entrou na Bulgária para estabelecer depósitos de combustível, organizar o aquartelamento de tropas e explorar o terreno. Eles logo foram seguidos por centenas de funcionários da Luftwaffe para estabelecer estações de observação aérea. No final de Dezembro, mais de mil soldados alemães em trajes civis estavam activos na Bulgária, embora o governo deste último continuasse a negar. Bombardeiros e bombardeiros de mergulho também foram gradualmente transferidos para a Bulgária, a partir de novembro. No final de março de 1941, a Luftwaffe contava com 355 aeronaves no país.
Em 17 de Fevereiro de 1941, a Bulgária assinou um pacto de não agressão com a Turquia, abrindo caminho à sua adesão ao Pacto Tripartido, que foi assinado pelo Primeiro-Ministro Bogdan Filov em Viena, em 1 de Março. Quando Ivan V. Petrov, membro da Assembleia Nacional de Yablanitsa, perguntou por que a Assembleia não tinha sido consultada, Filov apontou que a constituição só exigia a aprovação parlamentar antes da ratificação. A assinatura foi ratificada por uma votação na Assembleia de 140 a 20. As primeiras tropas alemãs cruzaram o Danúbio vindos da Romênia em 28 de fevereiro, um dia antes de a Bulgária aderir ao pacto. A maior parte do 12º Exército, aumentado pelo VIII. Fliegerkorps, cruzou o Danúbio em 2 de março. Foram recebidos pela população russófila, que acreditava que a Alemanha e a União Soviética eram aliadas. O 12º Exército foi originalmente implantado exclusivamente para um ataque à Grécia. Depois de receber a Directiva n.º 25, que projectava uma invasão da Jugoslávia na direcção de Belgrado em 8 de Abril, a força foi redistribuída em três grupos: um ao longo da fronteira turca, um ao longo da fronteira grega e um ao longo da fronteira jugoslava. O transporte motorizado foi trazido da Roménia para alcançar este feito em poucos dias.

#### Implantação na Hungria
Embora às tropas alemãs tenha sido recusado o direito de transitar pela Hungria para a Invasão da Polônia em 1939, foram autorizadas a passar pela Hungria como civis a caminho da Roménia em 1940. Em Setembro de 1940, a legação húngara em Berlim concedeu mais de 6 500 vistos de trânsito a alemães que viajavam para a Roménia. Em 30 de setembro, logo após a assinatura do Pacto Tripartite, Ribbentrop e o General Keitel pediram ao ministro das Relações Exteriores húngaro, István Csáky, que estava em Viena, que concedesse aos alemães o uso de instalações de trânsito para "grupos de estudo" militares alemães passarem para Romênia. Eles ainda aguardavam a confirmação final em 3 de outubro. O acordo acordado foi que seis trens passariam pela Hungria à noite transportando soldados alemães em carros lacrados. Eles não teriam permissão para sair e não teriam nenhum oficial de transporte ferroviário (RTOs) ou oficial de abastecimento com eles.
Segundo György Barcza, embaixador húngaro em Londres, respondendo à pergunta do governo britânico, foi a Roménia quem fez o pedido. Nas suas notas, Barcza indicou que os britânicos tinham declarado que "se a Hungria permitisse que as tropas alemãs passassem pelo território húngaro contra a Jugoslávia, a Grã-Bretanha romperia relações diplomáticas e poderia, na verdade, declarar-nos guerra". As primeiras tropas alemãs iniciaram a sua passagem pela Hungria em 8 de outubro. Apesar de algumas negações oficiais, os movimentos das tropas foram relatados pela Reuters e o embaixador americano recebeu um relatório completo. De acordo com a inteligência britânica contemporânea, três divisões passaram da Hungria para a Roménia em 2 de Novembro. Em 20 de novembro, o primeiro-ministro húngaro Pál Teleki assinou o Pacto Tripartite após uma reunião com Hitler em Berchtesgarden. Na reunião, Hitler falou da sua intenção de ajudar a Itália contra a Grécia, preparando assim os húngaros para as suas exigências futuras.
Em 13 de dezembro de 1940 – um dia após o Pacto de Não Agressão Húngaro-Iugoslavo e o dia em que Hitler emitiu a Diretiva nº 20 do Führer – começaram os principais movimentos de tropas alemãs. Os alemães tinham prometido inicialmente fornecer 180 locomotivas para as transferências, mas depois os húngaros queixaram-se de que apenas 130 tinham chegado. Em 24 de dezembro, István Horthy, presidente das Ferrovias Estatais Húngaras (HSR), exigiu negociações antes de implementar os aumentos alemães solicitados, mas o embaixador Otto von Erdmannsdorf informou-o de que tudo havia sido resolvido em Viena por Keitel e Csáky. O tráfego alemão era tão grande que, em 28 de dezembro, o HSR teve de suspender as viagens em todos os seus comboios durante vários dias devido à escassez de carvão. As autoridades húngaras tentaram satisfazer todas as exigências alemãs sem ir além do que os governos tinham acordado. Até mesmo a sabotagem foi usada ocasionalmente para evitar a necessidade de dar aos alemães mais apoio do que o necessário. Em 18 de janeiro de 1941, foi alcançado um acordo para armazenar suprimentos alemães em armazéns húngaros sob guarda húngara, com apenas um oficial alemão em Budapeste para servir de ligação. Esses suprimentos seriam usados na campanha contra a Grécia.
Em 27 de março de 1941, Hitler informou o embaixador húngaro, Döme Sztójay, e deu uma proposta oficial à Hungria para participação no ataque à Iugoslávia. Hitler disse confidencialmente a Miklós Horthy que a Alemanha reconhece plenamente as reivindicações territoriais húngaras em relação à Iugoslávia e que pode tomar Bačka e Banat, e acrescentou "pegue o quanto quiser". Horthy concordou e aceitou principalmente as sugestões de Hitler. Uma resposta húngara foi elaborada em conselho e entregue no dia seguinte (28 de março). Em 30 de março, o general Friedrich Paulus chegou a Budapeste e encontrou-se com Henrik Werth, chefe do Estado-Maior húngaro, e com o major-general László Deseő. Os húngaros propuseram mobilizar cinco divisões para o ataque à Iugoslávia. Dois seriam mantidos na reserva, enquanto o Primeiro, o Quinto e o Corpo Móvel conduziriam o ataque principal a Subotica (Szabadka), com uma operação secundária a leste do rio Tisza. Devido ao pedido da Roménia para que as tropas húngaras não operassem no Banato, Paulus modificou o plano húngaro e manteve as suas tropas a oeste do Tisza. Este plano final "foi traçado em forma de mapa", segundo o relato de Paulus, e deve ter sido telefonado imediatamente para Berlim para ser transformado na Ordem Operacional nº 25, emitida por Walther von Brauchitsch naquele mesmo dia.
Este plano final comprometeu um corpo húngaro de três brigadas a oeste do Danúbio, do Lago Balaton a Barcs, e doze brigadas (nove na frente e três na reserva) para uma ofensiva em Bačka (Bácska). A Flotilha do Danúbio deveria cobrir os flancos e a Força Aérea ficaria de prontidão para receber ordens. O "Grupo dos Cárpatos", composto pelo Oitavo Corpo, a 1ª Brigada de Montanha e a 8ª Brigada da Guarda de Fronteira ( Chasseur ), foi mobilizado na fronteira soviética, com o Corpo Móvel mantido na reserva.
Estes acordos foram acordados por Werth, afirmou mais tarde, "com base na autorização recebida" em 28 de Abril - embora esta não fosse a opinião do governo sobre o que tinha sido autorizado. Werth solicitou permissão para mobilização em 1º de abril, uma vez que uma ordem de mobilização deveria ser aprovada pelo gabinete e emitida pelo regente com a assinatura do ministro da defesa. Werth esperava que os alemães iniciassem as operações, com a utilização do território e das comunicações húngaras, em 12 de abril e que os húngaros completassem a mobilização até 6 de abril e iniciassem a sua ofensiva no dia 15. Uma reunião do Conselho Supremo de Defesa foi convocada para 1º de abril para discutir o pedido de Werth. Após um longo debate, aprovou o seu plano de mobilização, mas recusou-se a colocar as tropas húngaras sob o comando alemão e restringiu as operações húngaras à ocupação de território abandonado pelos jugoslavos. Em 2 de abril, a Alemanha respondeu que o acordo Paulus-Werth era definitivo e os oficiais do estado-maior alemão começaram a chegar a Budapeste naquele dia. Nesse mesmo dia, os britânicos informaram a Hungria que ela seria tratada como um Estado inimigo se a Alemanha utilizasse o seu território ou instalações num ataque à Iugoslávia. Na manhã de 3 de abril, Pál Teleki suicidou-se; o regente cancelou imediatamente a ordem de mobilização já dada, exceto para a Guarda de Fronteira e o Corpo Móvel, o que levou Werth a renunciar. Horthy então autorizou a mobilização do Quarto e Quinto Corpos e da Brigada de Montanha, e Werth retirou sua renúncia. Isso ocorreu tão tarde que o horário zero para o início da mobilização foi dado como meia-noite de 5 de abril. Na manhã de 3 de Abril, unidades alemãs, incluindo tanques e aeronaves, com destino à Romênia, passaram abertamente por Budapeste.

#### Implantação na Itália
O 2º Exército e o 9º Exército italianos comprometeram um total de 22 divisões para a operação, compreendendo cerca de 300.000 soldados.
O 2º Exército Italiano (em italiano:  2° Armata) foi comandado pelo Generale designato d'Armata (General em exercício) Vittorio Ambrosio, e consistia em um rápido (em italiano:  celere) corpo (Celere Corps), um corpo motorizado (Motorized Corps) e três corpos de infantaria (V Corpo, VI Corpo e XI Corpo), e foi montado no nordeste da Itália, atacando a partir da Ístria e da Marcha Juliana ao longo da fronteira com a Eslovênia e Croácia. O 2º Exército foi apoiado por um regimento de engenheiros motorizados incluindo três batalhões de transição, um batalhão químico, quinze batalhões territoriais e dois batalhões de guarnição.
As unidades de apoio do V Corpo incluíam três regimentos de artilharia motorizada compreendendo treze batalhões, quatro batalhões de metralhadoras (dois motorizados e dois de animais de carga), três legiões de camisas negras do tamanho de um batalhão, um batalhão antiaéreo motorizado, um batalhão de assalto de sapadores e um batalhão de construção de estradas. O VI Corpo de exército incluía quatro regimentos de artilharia motorizada com um total de dezesseis batalhões, dois batalhões de metralhadoras (um motorizado, um animal de carga) e um regimento antiaéreo motorizado. O XI Corpo de exército incluía um regimento de artilharia motorizada compreendendo quatro batalhões, três batalhões de metralhadoras (um motorizado, um animal de carga e um estático) e seis legiões de camisas negras do tamanho de um batalhão. O Corpo Motorizado era apoiado por um regimento de artilharia motorizado composto por três batalhões e um batalhão de engenheiros motorizados.
Na Albânia, os elementos do 9º Exército italiano (em italiano:  9° Armata) que estiveram envolvidos na campanha foram comandados pelo Generale d'Armata (General) Alessandro Pirzio Biroli, e consistiam em dois corpos de infantaria e algumas tropas setoriais reunidas no norte da Albânia.
O XIV Corpo de exército era apoiado por um regimento de cavalaria, três batalhões da Guarda de Fronteira, um batalhão da Guarda Financeira e dois policiais militares (em italiano:  Carabinieri Reali) batalhões. O XVII Corpo de exército incluía o grupo Diamanti Blackshirt que incorporava seis regimentos Blackshirt compreendendo dois batalhões cada, o regimento Skanderbeg Blackshirt criado na Albânia de dois batalhões, outro regimento Blackshirt de dois batalhões, um regimento de cavalaria, um batalhão de motocicletas Bersaglieri, três batalhões da Guarda de Fronteira, um batalhão da Guarda Financeira, um regimento de artilharia motorizada de três batalhões, um batalhão da Polícia Militar e uma companhia de tanques equipada com tanques leves Fiat M13/40. O Setor Librazhd incluía um regimento de artilharia motorizada de quatro batalhões, um regimento Bersaglieri montado em bicicletas, um regimento de cavalaria, o grupo Biscaccianti Blackshirt que incorporou dois regimentos Blackshirt com um total de cinco batalhões, a Milícia Florestal Agostini Blackshirt de tamanho regimental e o Grupo Briscotto, uma formação de tamanho regimental composta por um batalhão Alpini e dois batalhões da Guarda Financeira.
A guarnição de Zara contava com cerca de 9 000 homens sob o comando geral do Generale di Brigata (Brigadeiro) Emilio Giglioli. A guarnição consistia em dois agrupamentos principais e uma variedade de unidades de apoio. Os dois agrupamentos principais eram o Fronte a Terra (Frente Terrestre), de tamanho regimental, que compreendia três batalhões de metralhadoras estáticas e um batalhão Bersaglieri montado em bicicletas, e o batalhão Fronte a Mare (Frente Marítima), que consistia em duas máquinas empresas de armas, uma bateria antiaérea, uma bateria de artilharia costeira e uma bateria de artilharia naval. As unidades de apoio consistiam em um regimento de artilharia de três batalhões, dois batalhões de artilharia independentes, um batalhão de metralhadoras, um batalhão antiaéreo motorizado (menos uma bateria), um batalhão de engenheiros, uma companhia de camisas negras e uma companhia de tankettes L3/35.

### Forças Armadas Reais Iugoslavas
As forças iugoslavas consistiam em mais de 33 divisões do Exército Real Iugoslavo (Servo-croata: Vojska Kraljevska Jugoslavije, VKJ), quatro brigadas aéreas da Força Aérea Real Iugoslava (Servo-croata: Vazduhoplovstvo Vojske Kraljevine Jugoslavije, VVKJ) com mais de 400 aeronaves, e a pequena Marinha Real Iugoslava (Servo-croata: Kraljevska Jugoslovenska Ratna Mornarica, KJRM) centrado em quatro destróieres e quatro submarinos baseados na costa do Adriático e alguns monitores fluviais no Danúbio. O VKJ dependia fortemente de transporte movido a animais, estava apenas parcialmente mobilizado no momento da invasão e tinha apenas 50 tanques que poderiam enfrentar os tanques alemães em condições de igualdade. O VVKJ foi equipado com uma gama de aeronaves de design iugoslavo, alemão, italiano, francês e britânico, incluindo menos de 120 caças modernos.

#### Equipamento e organização
Formado após a Primeira Guerra Mundial, o VKJ ainda estava amplamente equipado com armas e materiais daquela época, embora alguma modernização com equipamentos e veículos checos tivesse começado. Das cerca de 4 000 peças de artilharia, muitas eram antigas e puxadas por cavalos, mas cerca de 1 700 eram relativamente modernas, incluindo 812 canhões antitanque tchecos de 37 mm e 47 mm. Havia também cerca de 2 300 morteiros, incluindo 1 600 peças modernas de 81 mm, bem como vinte e quatro peças de 220 e 305 mm. Dos 940 canhões antiaéreos, 360 eram 15 mm e 20 mm Modelos checos e italianos. Todas essas armas foram importadas, de diversas fontes; os vários modelos muitas vezes careciam de instalações adequadas de reparo e manutenção. As únicas unidades mecanizadas eram seis batalhões de infantaria motorizados nas três divisões de cavalaria, seis regimentos de artilharia motorizada, dois batalhões de tanques equipados com 110 tanques, um dos quais tinha modelos Renault FT-17 de origem da Primeira Guerra Mundial e os outros 54 modernos tanques Renault R35 franceses, além de uma empresa de tanques independente com oito caça-tanques tchecos SI-D. Cerca de 1 000 caminhões para fins militares foram importados dos Estados Unidos da América nos meses anteriores à invasão.
Totalmente mobilizado, o Exército Iugoslavo colocou em campo 28 divisões de infantaria, três divisões de cavalaria e 35 regimentos independentes. Dos regimentos independentes, 16 estavam em fortificações de fronteira e 19 foram organizados como regimentos combinados, ou "Odred", do tamanho de uma brigada reforçada. Cada Odred tinha de um a três regimentos de infantaria e de um a três batalhões de artilharia, sendo três organizados como unidades "alpinas". O ataque alemão, no entanto, apanhou o exército ainda em mobilização, e apenas cerca de 11 divisões estavam nas suas posições de defesa planeadas no início da invasão. Os iugoslavos tinham adiado a mobilização total até 3 de Abril, para não provocarem Hitler. As unidades foram preenchidas entre 70 e 90 por cento de sua força, pois a mobilização não foi concluída. O Exército Iugoslavo tinha cerca de 1 200 000 no total quando a invasão alemã começou.
O VVKJ tinha uma força de 1 875 oficiais e 29 527 outras patentes, incluindo cerca de 2 000 pilotos, tinha mais de 460 aeronaves de linha de frente de origem doméstica (notadamente o IK-3), alemã, italiana, francesa e britânica, dos quais a maioria eram tipos modernos. Organizados em 22 esquadrões de bombardeiros e 19 esquadrões de caças, os principais tipos de aeronaves em uso operacional incluíam 73 Messerschmitt Bf 109 E, 47 Hawker Hurricane Mk I (com mais sendo construídos sob licença na Iugoslávia), 30 Hawker Fury II, 11 Rogozarski IK-3. caças (além de mais em construção), 10 Ikarus IK-2, 2 Potez 63, um Messerschmitt Bf 110 C-4 (capturado no início de abril devido a um erro de navegação) e um caça Rogozarski R 313, 69 Dornier Do 17 K (incluindo 40 mais construídos sob licença), 61 Bristol Blenheim Mk I (incluindo cerca de 40 construídos sob licença) e 40 bombardeiros Savoia Marchetti SM-79 K. As unidades de reconhecimento do Exército consistiam em sete grupos com 130 bombardeiros leves Breguet 19 e Potez 25 obsoletos de construção iugoslava. Havia também cerca de 400 aeronaves de treinamento e auxiliares. As unidades de Aviação Naval compreendiam 75 aeronaves em oito esquadrões equipados com, entre outros tipos auxiliares, 12 Dornier Do 22 K de fabricação alemã e 15 aviões flutuantes de patrulha marítima Rogozarski SIM-XIV-H projetados e construídos localmente.
As aeronaves da companhia aérea iugoslava Aeroput, composta principalmente por seis Lockheed Model 10 Electras, três Spartan Cruisers, e um de Havilland Dragon foram mobilizadas para fornecer serviços de transporte ao VVKJ.
O KJRM foi equipado com um antigo cruzador leve ex-alemão (adequado apenas para fins de treinamento), uma grande flotilha de destróieres moderna líder de design britânico, três destróieres modernos de design francês (dois construídos na Iugoslávia e outro ainda em construção), um hidroavião concurso, quatro submarinos modernos (dois mais antigos de construção francesa e dois de construção britânica) e 10 modernos torpedeiros a motor (MTBs), dos navios mais antigos, havia seis torpedeiros médios da ex-Marinha austríaca, seis lançadores de minas, quatro grandes monitores de rio blindados e diversas embarcações auxiliares.

#### Implantação
O Exército Iugoslavo foi organizado em três grupos de exército e tropas de defesa costeira. O 3º Grupo de Exércitos foi o mais forte com o 3º, 3º Territorial, 5º e 6º Exércitos defendendo as fronteiras com a Roménia, Bulgária e Albânia. O 2.º Grupo de Exércitos com o 1.º e 2.º Exércitos, defendeu a região entre as Portas de Ferro e o Rio Drava. O 1º Grupo de Exércitos com os 4º e 7º Exércitos, composto principalmente por tropas croatas, esteve na Croácia e na Eslovênia defendendo as fronteiras italiana, alemã (austríaca) e húngara.
A força de cada "Exército" equivalia a pouco mais que um corpo, sendo os Grupos de Exércitos constituídos pelas unidades desdobradas da seguinte forma:
- O 3º Exército do 3º Grupo de Exércitos consistia em quatro divisões de infantaria e uma odred de cavalaria; o 3º Exército Territorial com três divisões de infantaria e um regimento de artilharia motorizada independente; o 5º Exército com quatro divisões de infantaria, uma divisão de cavalaria, dois odred e um regimento de artilharia motorizada independente e o 6º Exército com três divisões de infantaria, as duas brigadas da Guarda Real (odred) e três odred de infantaria.
- O 1º Exército do 2º Grupo de Exércitos tinha uma divisão de infantaria e uma divisão de cavalaria, três odred e seis regimentos de defesa de fronteira; o 2º Exército tinha três divisões de infantaria e um regimento de defesa de fronteira.
- O 1º Grupo de Exércitos consistia no 4º Exército, com três divisões de infantaria e um odred, enquanto o 7º Exército tinha duas divisões de infantaria, uma divisão de cavalaria, três odred de montanha, dois odred de infantaria e nove regimentos de defesa de fronteira.
- A Reserva Estratégica do "Comando Supremo" na Bósnia compreendia quatro divisões de infantaria, quatro regimentos de infantaria independentes, um batalhão de tanques, dois batalhões de engenheiros motorizados, dois regimentos de artilharia pesada motorizados, 15 batalhões de artilharia independentes e dois batalhões de artilharia antiaérea independentes.
- A Força de Defesa Costeira, no Adriático, em frente a Zadar, compreendia uma divisão de infantaria e duas odred, além de brigadas de fortaleza e unidades antiaéreas em Šibenik e Kotor.[73]

Na véspera da invasão, roupas e calçados estavam disponíveis apenas para cerca de dois terços das tropas potenciais da linha de frente e apenas parcialmente para outras tropas; alguns outros suprimentos essenciais estavam disponíveis apenas para um terço das tropas da linha de frente; os suprimentos médicos e sanitários estiveram disponíveis apenas por algumas semanas, e os suprimentos de alimentos para os homens e para o gado estiveram disponíveis apenas por cerca de dois meses. Em todos os casos houve pouca ou nenhuma possibilidade de reposição. 
Para além dos problemas de equipamento inadequado e de mobilização incompleta, o Exército Jugoslavo sofreu gravemente com o cisma servo-croata na política jugoslava. A resistência “iugoslava” à invasão ruiu durante a noite. A principal razão foi que nenhum dos grupos nacionais subordinados, incluindo eslovenos e croatas, estava preparado para lutar em defesa de uma Jugoslávia Sérvia. Além disso, para que os eslovenos não se sentissem abandonados, foram construídas defesas na fronteira norte da Jugoslávia, quando a linha natural de defesa estava muito mais a sul, baseada nos rios Sava e Drina. A única oposição eficaz à invasão veio de unidades totalmente sérvias dentro das fronteiras da própria Sérvia. Os alemães, avançando para noroeste de Skopje, foram detidos na passagem de Kacanik e perderam vários tanques (P39, Buckley C "Grécia e Creta 1941" HMSO 1977). Na sua pior expressão, as defesas da Iugoslávia ficaram gravemente comprometidas em 10 de abril de 1941, quando algumas das unidades do 4º e 7º Exércitos tripulados por croatas se amotinaram, e um governo croata recém-formado saudou a entrada dos alemães em Zagreb da mesma forma. O Estado-Maior Sérvio estava unido na questão da Jugoslávia como uma "Grande Sérvia", governada, de uma forma ou de outra, pela Sérvia. Na véspera da invasão, havia 165 generais na lista ativa iugoslava. Destes, todos, exceto quatro, eram sérvios.

## Operações
O professor Jozo Tomasevich e outros dividem a invasão e os combates resultantes em duas fases. A primeira fase abrange o devastador ataque aéreo da Luftwaffe a Belgrado e aos aeródromos da Força Aérea Real Iugoslava em 6 de abril, e um ataque inicial do XL Panzer Corps alemão da Bulgária em direção a Skopje, que começou no mesmo dia. Isto foi seguido pelo ataque do XIV Corpo Panzer alemão da Bulgária em direção a Niš em 8 de abril. Em 10 de abril, mais quatro ataques atingiram o exército iugoslavo; o XLI Corpo Panzer da Romênia em direção a Belgrado, o XLVI Corpo Panzer da Hungria através do Drava, o LI Corpo de Infantaria da Áustria em direção a Zagreb, e o XLIX Corpo de Montanha da Áustria em direção a Celje. No final daquele dia, o Exército Jugoslavo estava a desintegrar-se e a recuar ou a render-se em todo o país, com excepção das forças na fronteira albanesa. A Itália e a Hungria juntaram-se à ofensiva terrestre em 11 de abril. A parte italiana na ofensiva terrestre começou quando o seu 2º Exército atacou do nordeste da Itália em direção a Ljubljana e ao longo da costa da Dalmácia, praticamente sem encontrar resistência. No mesmo dia, o 3º Exército húngaro cruzou a fronteira iugoslava e avançou em direção a Novi Sad, mas tal como os italianos, não encontrou resistência séria. Em 12 de abril, as tropas alemãs capturaram Belgrado, e Ljubljana caiu nas mãos dos italianos. Em 14 e 15 de abril, o rei Pedro e o governo fugiram do país, e o Comando Supremo Iugoslavo foi capturado pelos alemães perto de Sarajevo. A rendição foi assinada em 17 de abril e entrou em vigor ao meio-dia de 18 de abril. 

### Operações aéreas
Após o golpe de Estado de Belgrado, em 27 de março de 1941, as forças armadas iugoslavas foram colocadas em alerta, embora o exército não estivesse totalmente mobilizado por medo de provocar Hitler. O comando VVKJ decidiu dispersar as suas forças das suas bases principais para um sistema de 50 aeródromos auxiliares previamente preparados. No entanto, muitos desses campos de aviação careciam de instalações e tinham drenagem inadequada, o que impedia a operação contínua de todas as aeronaves, exceto as mais leves, nas condições climáticas adversas encontradas em abril de 1941.
Apesar de ter, pelo menos no papel, uma força substancialmente mais forte de aeronaves relativamente modernas do que as forças aéreas britânicas e gregas combinadas ao sul, a VVKJ simplesmente não poderia igualar a superioridade esmagadora da Luftwaffe e da Regia Aeronautica em termos de números, implantação tática e experiência de combate.
O bombardeiro e a força marítima atingiram alvos na Itália, Alemanha (Áustria), Hungria, Roménia, Bulgária, Albânia e Grécia, bem como atacaram tropas alemãs, italianas e húngaras. Enquanto isso, os esquadrões de caça infligiram perdas não insignificantes em ataques de bombardeiros escoltados da Luftwaffe em Belgrado e na Sérvia, bem como em ataques da Regia Aeronautica na Dalmácia, Bósnia, Herzegovina e Montenegro. O VVKJ também forneceu apoio aéreo direto ao pressionado Exército Iugoslavo, metralhando tropas de ataque e colunas mecanizadas na Croácia, Bósnia e Sérvia (às vezes decolando e metralhando as tropas que atacavam a própria base que estava sendo evacuada).
Após uma combinação de perdas em combate aéreo, perdas terrestres devido a ataques aéreos inimigos às bases e a invasão de campos de aviação por tropas inimigas, após 11 dias o VVKJ quase deixou de existir. No entanto, a produção contínua de aeronaves domésticas durante a invasão forneceu ao VVKJ oito Hurricane Is adicionais, seis Dornier Do 17 Ks, quatro Blenheim Is, dois Ikarus IK 2s, um Rogozarski IK-3 e um Messerschmitt Bf 109 de aeronaves da indústria aeronáutica local. fábricas e oficinas.
No início da guerra de abril, o VVKJ estava armado com cerca de 60 Do 17K de design alemão, adquiridos pela Iugoslávia no outono de 1938, juntamente com uma licença de fabricação. O único operador era 3 vazduhoplovni puk (3º regimento de bombardeiros) composto por dois grupos de bombardeiros; o 63º Grupo de Bombardeiros estacionado no aeródromo de Petrovec, perto de Skopje, e o 64º Grupo de Bombardeiros, estacionado no aeródromo de Milesevo, perto de Priština. Outros aeródromos auxiliares também foram preparados para auxiliar na dispersão.
Durante o curso das hostilidades, a Fábrica Estatal de Aeronaves em Kraljevo conseguiu produzir mais seis aeronaves deste tipo. Dos três últimos, dois foram entregues ao VVKJ em 10 de abril e um foi entregue em 12 de abril de 1941.
Em 6 de abril, os bombardeiros de mergulho e caças de ataque ao solo da Luftwaffe destruíram 26 dos Dorniers iugoslavos no ataque inicial aos seus campos de aviação, mas as aeronaves restantes foram capazes de revidar eficazmente com numerosos ataques às colunas mecanizadas alemãs e aos campos de aviação búlgaros. No final da campanha, o total de perdas iugoslavas era de quatro destruídos em combate aéreo e 45 destruídos no solo. Nos dias 14 e 15 de abril, os sete Do 17K restantes voaram para o campo de aviação Nikšić, em Montenegro, e participaram na evacuação do rei Pedro II e de membros do governo iugoslavo para a Grécia. Durante esta operação, as reservas de ouro iugoslavas também foram transportadas por via aérea para a Grécia pelos sete Do 17, bem como pelos SM-79Ks e Lockheed Electra, mas depois de completar sua missão, cinco Do 17Ks foram destruídos no solo quando aeronaves italianas atacaram o Aeródromo de Paramitia, controlado pela Grécia. Apenas dois Do 17K escaparam da destruição na Grécia e mais tarde juntaram-se à Força Aérea Real Britânica (RAF) no Reino do Egito.
Às 16h do dia 15 de abril, o C-em-C da Luftflotte 4, Generaloberst Alexander Löhr, recebeu ordens de Hermann Göring para encerrar a ofensiva aérea e transferir o grosso da força de bombardeiros de mergulho para apoiar a campanha na Grécia.
Um total de 18 aeronaves de bombardeiro, transporte e patrulha marítima (dois Dornier Do 17K, quatro Savoia Marchetti SM-79K, três Lockheed Electra, oito Dornier Do-22K e um Rogozarski SIM-XIV-H) conseguiram escapar para a base aliada em Egito no final da campanha.

#### Bombardeio de Belgrado
A Luftflotte 4 da Luftwaffe, com uma força de sete Formações de Combate (Kampfgruppen) tinha sido comprometida com a campanha nos Balcãs. Às 07h00 do dia 6 de abril, a Luftwaffe abriu o ataque à Iugoslávia conduzindo um bombardeio do tipo saturação na capital, a "Operação Retribuição" (Unternehmen Strafgericht). Voando em revezamentos de aeródromos na Áustria e na Romênia, 300 aeronaves, das quais um quarto eram Junkers Ju 87 Stukas, protegidas por uma escolta de caças pesados, iniciaram o ataque. Os bombardeiros de mergulho deveriam silenciar as defesas antiaéreas iugoslavas, enquanto os bombardeiros médios, constituídos principalmente por Dornier Do 17 e Junkers Ju 88, atacavam a cidade. A incursão inicial foi realizada em intervalos de 15 minutos em três ondas distintas, cada uma com duração aproximada de 20 minutos. Assim, a cidade foi submetida a uma chuva de bombas durante quase uma hora e meia. Os bombardeiros alemães dirigiram o seu esforço principal contra o centro da cidade, onde estavam localizados os principais edifícios governamentais. O bombardeiro médio Kampfgruppen continuou seu ataque à cidade por vários dias enquanto as asas do bombardeiro de mergulho Stuka (Stukageschwader) logo foram desviadas para campos de aviação iugoslavos.
Quando o ataque terminou, cerca de 4 000 habitantes jaziam mortos sob os escombros. Este golpe destruiu virtualmente todos os meios de comunicação entre o alto comando jugoslavo e as forças no terreno, embora a maior parte dos elementos do Estado-Maior tenham conseguido fugir para um dos subúrbios.
Tendo assim desferido o golpe nocauteador no centro nevrálgico jugoslavo, a Luftwaffe foi capaz de dedicar o seu esforço máximo a alvos militares, tais como aeródromos jugoslavos, rotas de comunicação e concentrações de tropas, e ao apoio próximo das operações terrestres alemãs.
O VVKJ colocou seus interceptadores de defesa de Belgrado dos seis esquadrões dos 32º e 51º Grupos de Caças para atacar cada onda de bombardeiros, embora com o passar do dia os quatro esquadrões dos 31º e 52º Grupos de Caças, baseados no centro da Sérvia, também tenham tomado papel. Os caças Messerschmitt 109 E, Hurricane Is e Rogozarski IK-3 marcaram pelo menos vinte "mortes" entre os bombardeiros atacantes e seus caças de escolta em 6 de abril e mais uma dúzia abatidos em 7 de abril. A defesa desesperada do VVKJ sobre Belgrado custou-lhe cerca de 20 caças abatidos e 15 danificados.

### Operações terrestres

#### Avanço das três frentes em Belgrado
Os altos comandos britânicos, gregos e jugoslavos pretendiam usar Niš como eixo nas suas tentativas de desgastar as forças alemãs nos Balcãs e é por esta razão que a localidade era importante. Quando os alemães avançaram neste sector – um sector que era essencial para manter a estabilidade na frente. O Comando Supremo Iugoslavo comprometeu numerosas forças de suas reservas estratégicas, incluindo a 2ª Divisão de Cavalaria, mas estas foram assediadas pela Luftwaffe durante o trânsito para a frente e não conseguiram passar em quantidades reais.
Tendo alcançado Niš após os ataques iniciais da Bulgária e quebrado as defesas iugoslavas, o 14º Corpo Motorizado alemão dirigiu-se para o norte, na direção de Belgrado. O 46º Corpo Panzer alemão avançou através da planície eslava a partir da Áustria para atacar Belgrado pelo oeste, enquanto o 41º Corpo Panzer ameaçou a cidade pelo norte depois de lançar o seu ataque ofensivo a partir da Roménia e da Hungria. Em 11 de Abril, a Jugoslávia foi atravessada por colunas blindadas alemãs e a única resistência que restou foi um grande núcleo do Exército Jugoslavo em torno da capital. Em 11 de abril, um oficial alemão, Fritz Klingenberg, com poucos homens, mudou-se para Belgrado para fazer reconhecimento da cidade. No entanto, depois de alguns combates dispersos com as tropas iugoslavas, eles entraram no centro da cidade, e então blefaram sobre seu tamanho e as ameaças de bombardeio. A cidade, representada pelo prefeito, rendeu-se a eles às 18h45 do dia 12 de abril. Mais tarde, mais forças moveram-se para consolidar a posição.

#### Ofensiva italiana
Nos primeiros dias da invasão, as forças italianas na fronteira eslovena realizaram ações menores no vale do Sava e na área de Kastav, capturando algumas posições iugoslavas no Monte Peč em 7 de abril, Kranjska Gora, Zavratec e Godz em 8 de abril, Kastav, a nascente do rio Rječina, Kalce e Logatec em 9 de abril, e repelindo em 8 de abril um ataque iugoslavo nas colinas de Cerkno. Em 11 de abril, o 2.º Exército lançou a sua ofensiva, capturando Liubliana, Sušak e Kraljevica no mesmo dia. Em 12 de abril a 133ª Divisão Blindada Littorio e a 52ª Divisão de Infantaria Torino tomaram Senj, em 13 de abril ocuparam Otočac e Gradac, enquanto as forças navais italianas ocuparam várias ilhas da Dalmácia. Um ataque iugoslavo programado contra o enclave italiano de Zara não se concretizou, e as tropas da guarnição da cidade começaram a avançar até encontrarem a Divisão "Torino" perto de Knin, que foi tomada no mesmo dia. Split e Šibenik foram tomadas em 15 e 16 de abril, respectivamente, e em 17 de abril o Corpo Motorizado tomou Dubrovnik, depois de percorrer 750 quilômetros em seis dias.
Após repelir a ofensiva iugoslava na Albânia, a 18ª Divisão de Infantaria Messina tomou Cetinje, Dubrovnik e Kotor em 17 de abril, reunindo-se com as unidades italianas do Corpo Motorizado.

#### Ofensiva húngara
Em 12 de abril, o Terceiro Exército Húngaro cruzou a fronteira com uma brigada de cavalaria, duas brigadas motorizadas e seis de infantaria. O Terceiro Exército enfrentou o Primeiro Exército Iugoslavo. Quando os húngaros cruzaram a fronteira, os alemães atacavam a Iugoslávia há mais de uma semana. Como resultado, as forças jugoslavas que os confrontavam ofereceram pouca resistência, excepto as unidades nas fortificações fronteiriças, que tinham detido o avanço húngaro durante algum tempo. e infligiu cerca de 350 vítimas. Unidades do Terceiro Exército Húngaro avançaram para o sul de Baranja, localizado entre os rios Danúbio e Drava, e ocuparam a região de Bačka na Voivodina com maioria relativa húngara. As forças húngaras ocuparam apenas os territórios que faziam parte da Hungria antes do Tratado de Trianon.

#### Ofensiva iugoslava albanesa
De acordo com o plano de guerra do Exército Iugoslavo, R-41, foi formulada uma estratégia para que, diante de um ataque massivo do Eixo, fosse realizada uma retirada em todas as frentes, exceto no sul. Aqui, o 3.º Exército Iugoslavo, em cooperação com o Exército Grego, lançaria uma ofensiva contra as forças italianas na Albânia. Isto foi feito para garantir espaço que permitisse a retirada do principal exército iugoslavo para o sul. Isto seria através do território albanês, a fim de chegar à Grécia e às forças aliadas ali baseadas. A estratégia baseava-se na premissa de que o Exército Iugoslavo formaria, juntamente com os exércitos grego e britânico, uma nova versão da frente de Salônica na Primeira Guerra Mundial.
Em 8 de abril, o pressionado VVKJ enviou um esquadrão de quatorze bombardeiros leves Breguet 19 para a cidade de Florina, no norte da Grécia, para fornecer assistência aos exércitos iugoslavo e grego na frente macedônia. O esquadrão realizou inúmeras missões de bombardeio e metralhamento durante a campanha.
O 3º Exército Iugoslavo do 3º Grupo de Exércitos foi encarregado de conduzir operações ofensivas contra o exército italiano no norte da Albânia. Para este efeito, o 3º Exército concentrou quatro divisões de infantaria e um regimento combinado (Odred) nas regiões de Montenegro e Kosovo:
- 15ª Divisão de Infantaria "Zetska"
- 13ª Divisão de Infantaria "Hercegovačka"
- 31ª Divisão de Infantaria "Kosovska"
- 25ª Divisão de Infantaria "Vardarska"
- Cavalaria "Komski" Odred.

A reserva estratégica do 3º Grupo de Exércitos, a 22ª Divisão de Infantaria "Ibarska", estava situada em torno de Uroševac, na região do Kosovo.
Além disso, as operações ofensivas contra o enclave italiano de Zara (Zadar) na costa da Dalmácia seriam realizadas pela 12ª Divisão de Infantaria "Jadranska".
Os primeiros elementos do 3º Exército lançaram as suas operações ofensivas no Norte da Albânia em 7 de abril de 1941, com o Komski Odred cobrindo a área montanhosa de Gusinje-Prokletije avançando em direção à aldeia de Raja-Puka. A Divisão Kosovska cruzou a fronteira na área de Prizren, no Kosovo, e avançou pelo vale do rio Drin. A Divisão Vardarska obteve algum sucesso local em Debar, enquanto o resto das unidades do exército ainda estavam se reunindo.
No dia seguinte, dia 8, a Divisão Zetska avançava continuamente ao longo da estrada Podgorica – Shkodër. A cavalaria Komski Odred cruzou com sucesso as perigosas montanhas Prokletije e alcançou a vila de Koljegcava no vale do rio Valjbone. Ao sul deles, a Divisão Kosovska rompeu as defesas italianas no Vale do Rio Drin, mas devido à queda de Skopje aos ataques do Exército Alemão, a Divisão Vardarska foi forçada a interromper as suas operações na Albânia.
Houve pouco progresso para os iugoslavos em 9 de abril de 1941, porque embora a Divisão Zetska continuasse avançando em direção a Shkodër e o Komski Odred alcançasse o rio Drin, a Divisão Kosovska teve que interromper todas as atividades de combate na Frente Albanesa devido ao aparecimento de alemães tropas em Prizren.
Em 10 de abril de 1941, a Divisão Zetska ainda lutava continuamente em direção a Shkodër e avançou 50 km em alguns lugares. Esses avanços foram apoiados por aeronaves dos 66º e 81º Grupos de Bombardeiros do VVKJ, que atacaram campos de aviação e concentrações de tropas italianas ao redor de Shkodër, bem como o porto de Durrës.
O Komski Odred e a coluna direita da Divisão Kosovska avançaram ao longo da margem direita do rio Drin em direção a Shkodër para se conectar com a Divisão Zetska, mas a coluna central e esquerda da Divisão Kosovska foram forçadas a assumir um perímetro defensivo para segurar. a crescente pressão das tropas alemãs. O Servizio Informazioni Militare contribuiu para o eventual fracasso da ofensiva iugoslava na Albânia; Os decifradores italianos "quebraram" os códigos iugoslavos e penetraram no tráfego de rádio iugoslavo, transmitindo ordens falsas com o código correto e causando confusão e perturbação nos movimentos das tropas iugoslavas.
Entre 11 e 13 de abril de 1941, com as tropas alemãs e italianas avançando em sua retaguarda, a Divisão Zetska foi forçada a recuar para o rio Pronisat pela 131ª Divisão Blindada italiana "Centauro", onde permaneceu até o final da campanha em 16 de abril. O Centauro avançou então para a base da frota iugoslava de Kotor, em Montenegro, ocupando também Cetinje e Podgorica.

#### Revoltas locais
A nível local, as lutas internas dos cidadãos jugoslavos começaram ainda antes da chegada das tropas do Eixo. Os croatas do 108º Regimento de Infantaria da 40ª Divisão de Infantaria "Slavonska" rebelaram-se na noite de 7 a 8 de abril perto de Grubišno Polje, assumindo o comando do regimento de seus oficiais sérvios. Posteriormente, juntaram-se a eles o 40º Regimento Auxiliar e elementos do 42º Regimento de Infantaria (também da Divisão "Slavonska"). Com a deterioração da situação na área, o quartel-general do 4º Exército Iugoslavo foi transferido de Bjelovar para Popovača. Os regimentos rebeldes entraram então em Bjelovar, com o prefeito da cidade, Julije Makanec, proclamando um Estado Independente da Croácia em 8 de abril. Vladko Maček e Ivan Šubašić enviaram mensagens à cidade instando os regimentos a manterem suas posições, mas isso foi desobedecido pelos militares rebeldes e oficiais civis que aguardavam a chegada do exército alemão.
Em 10 de abril ocorreram confrontos entre apoiadores de Ustaša e tropas iugoslavas em Mostar, as primeiras assumindo o controle da cidade.  Várias aeronaves VVKJ foram danificadas e desativadas no campo de aviação Jasenica, perto de Mostar, incluindo vários bombardeiros Dornier Do 17 K e Savoia Marchetti SM-79 K. 
Em 11 de Abril, agentes domésticos Ustaša tomaram o poder em Čapljina.  Eles interceptaram tropas iugoslavas dirigidas por trem de Mostar a Trebinje e as desarmaram. Uma força iugoslava de apoio de Bileća foi enviada para retomar a cidade em 14 de abril, antes da chegada dos alemães nos próximos dias.

### Operações navais
Quando a Alemanha e a Itália atacaram a Iugoslávia em 6 de abril de 1941, a Marinha Real Iugoslava tinha disponíveis três destróieres, dois submarinos e 10 MTBs como as unidades mais eficazes da frota. Um outro destróier, Ljubljana, estava em doca seca no momento da invasão e ela e seus canhões antiaéreos foram usados na defesa da base da frota em Kotor. O restante da frota foi útil apenas para defesa costeira e escolta local e trabalho de patrulha.
Kotor ficava perto da fronteira albanesa e da frente ítalo-grega ali, mas Zara (Zadar), um enclave italiano, ficava a noroeste da costa e para evitar que uma cabeça de ponte fosse estabelecida, o destróier Beograd, quatro dos antigos torpedeiros e 6 MTBs foram despachados para Šibenik, 80 km ao sul de Zara, em preparação para um ataque. O ataque seria coordenado com a 12ª Divisão de Infantaria "Jadranska" e dois "Odred" (regimentos combinados) do Exército Iugoslavo atacando da área de Benkovac, apoiado por ataques aéreos do 81º Grupo de Bombardeiros do VVKJ. As forças jugoslavas lançaram o seu ataque em 9 de abril, mas em 13 de abril as forças italianas contra-atacaram e estavam em Benkovac em 14 de abril. A vertente naval para este ataque vacilou quando o destróier Beograd foi danificado por quase acidentes de aeronaves italianas ao largo de Šibenik quando seu motor de estibordo foi desligado, após o que ele mancou até Kotor, escoltado pelo restante da força, para reparos. Os ataques aéreos italianos em Kotor danificaram gravemente o minelayer Kobac, que foi encalhado para evitar o naufrágio.
Os hidroaviões de patrulha marítima da Força Aérea Real Iugoslava realizaram missões de reconhecimento e ataque durante a campanha, bem como forneceram cobertura aérea para operações de colocação de minas ao largo de Zara. As suas operações incluíram ataques ao porto albanês de Durrës, bem como ataques contra comboios italianos de reabastecimento para a Albânia. Em 9 de abril, um hidroavião Dornier Do 22 K enfrentou um comboio italiano de 12 navios a vapor com uma escolta de oito destróieres cruzando o Adriático durante o dia, atacando sozinho diante do intenso fogo AA. Nenhum navio italiano, entretanto, foi afundado pelas forças iugoslavas; um navio-tanque italiano foi alegadamente danificado por um quase acidente na costa italiana perto de Bari.
A Marinha Real Iugoslava também tinha à sua disposição quatro grandes monitores fluviais fortemente armados e blindados em sua flotilha ribeirinha. Eles foram usados para patrulhar os rios Danúbio, Drava e Sava no norte da Iugoslávia e sua fronteira com a Hungria. Esses monitores, Drava, Sava, Morava e Vardar, foram herdados da Marinha Austríaca no final da Primeira Guerra Mundial. Todos tinham cerca de 400–500t com um armamento principal de dois canhões de 120 mm, dois ou três canhões de 66 mm, canhões de argamassa de 120 mm, armas AA de 40 mm e metralhadoras. No início da campanha, eles realizaram operações ofensivas bombardeando o campo de aviação de Mohács, na Hungria, em 6 de abril e novamente dois dias depois, mas tiveram que começar a retirar-se em direção a Novi Sad em 11 de abril, após serem repetidamente atacados por bombardeiros de mergulho alemães.
No início da manhã de 12 de abril, um esquadrão de bombardeiros de mergulho alemães Ju 87 atacou os monitores iugoslavos no Danúbio. Drava, comandado por Aleksandar Berić, foi atingido por vários deles, mas eles não conseguiram penetrar os 300 metros de Drava, blindagem de convés com mm de espessura, até que, por acaso, alguém colocou uma bomba direto no funil, matando 54 dos 67 homens da tripulação. Durante o ataque, artilheiros antiaéreos nos monitores alegaram que três bombardeiros de mergulho foram abatidos. Os três monitores restantes foram afundados pelas suas tripulações no final de 12 de abril, quando as forças alemãs e húngaras ocuparam as bases e os sistemas fluviais sobre os quais operavam.

### Envolvimento romeno
Embora a Roménia não tenha participado na invasão real da Jugoslávia, forneceu apoio de artilharia às forças alemãs que invadiam a partir do seu território. Operando sob ordens da 3ª Seção do Estado-Maior Romeno, a artilharia romena abriu fogo contra barcaças iugoslavas no Danúbio em 6 de abril. Unidades romenas e alemãs da margem romena do Danúbio trocaram tiros repetidamente com as forças iugoslavas entre 6 e 11 de abril. A principal força romena estava em Liubcova, consistindo numa bateria de obuseiros navais de 120 mm/L10 numa posição fortificada. Nas proximidades, havia também uma seção (2 peças) de obuses navais de 120 mm/L35, bem como uma seção de canhões navais leves de 47 mm.  Os iugoslavos retaliaram com a Força Aérea. Dois Bristol Blenheims atacaram Arad, danificando gravemente um dos caças alemães estacionados lá antes de ambos serem abatidos. Pela sua contribuição, a Roménia foi recompensada com seis aeronaves ex-iugoslavas capturadas pelos alemães. Estas máquinas, entregues gratuitamente, estavam, no entanto, inoperantes. Os romenos canibalizaram três deles para tornar os outros três operacionais. As três aeronaves operacionais eram todas Hawker Hurricanes.

## Perdas
As perdas sofridas pelas forças de ataque alemãs foram inesperadamente leves. Durante os doze dias de combate, o número total de vítimas chegou a 558 homens: 151 foram listados como mortos, 392 como feridos e 15 como desaparecidos em combate. Durante a campanha do XLI Panzer Corps em Belgrado, por exemplo, o único oficial morto em combate foi vítima da bala de um atirador civil. A Luftwaffe perdeu aproximadamente 60 aeronaves abatidas sobre a Iugoslávia, custando a vida de pelo menos 70 tripulantes. O exército italiano sofreu baixas mais pesadas no norte da Albânia devido à ofensiva iugoslava (as baixas italianas em todas as frentes durante a invasão totalizaram cerca de 800 mortos e 2.500 feridos), enquanto a Força Aérea Italiana perdeu aproximadamente 10 aeronaves abatidas, com mais 22 danificados. O exército húngaro sofreu cerca de 350 baixas (120 mortos, 223 feridos e 13 desaparecidos em combate) devido ao bombardeio das forças ribeirinhas iugoslavas contra suas instalações fronteiriças e em seus ataques às forças fronteiriças iugoslavas na Voivodina, com um quarto de O 'batalhão' de paraquedas húngaro foi vítima quando um avião de transporte cheio de 30 soldados caiu durante um lançamento fracassado em 12 de abril. Os húngaros também perderam cinco caças Fiat e uma aeronave de reconhecimento Weiss WM-21 Sólyom durante os combates.
Os alemães fizeram entre 254 000 e 345 000 prisioneiros iugoslavos (excluindo um número considerável de alemães e húngaros étnicos que foram recrutados para o exército iugoslavo e que foram rapidamente libertados após triagem) e os italianos levaram mais 30 000.
Aproximadamente 1 000 militares e várias centenas de funcionários da VVKJ (incluindo uma unidade de oficina móvel de seis veículos) escaparam através da Grécia para o Egito.
Em sua breve luta, o VVKJ sofreu a perda de 49 aeronaves para caças do Eixo e fogo antiaéreo, com muitos mais danificados sem possibilidade de reparo. Essas perdas custaram a vida de 27 pilotos de caça e 76 tripulantes de bombardeiros. Mais 85 aeronaves foram destruídas no solo por ataques aéreos, enquanto muitas outras foram destruídas ou incapacitadas pelas suas próprias tripulações ou caíram durante operações ou em voos de evacuação.
Apesar destas perdas, mais de 70 aeronaves iugoslavas escaparam para o território aliado, principalmente para a Grécia, mas oito bombardeiros Dornier e Savoia Marchetti seguiram rumo à URSS, com quatro conseguindo chegar em segurança. Várias dezenas de aeronaves fugitivas foram destruídas em um ataque devastador da força aérea italiana no campo de aviação de Paramitia, na Grécia, com nove bombardeiros e transportes chegando ao Egito. Mais de 300 aeronaves operacionais, auxiliares e de treinamento foram capturadas e repassadas à recém-criada Força Aérea do Estado Independente da Croácia, Finlândia, Romênia e Bulgária.
De acordo com as disposições do documento de rendição, os italianos tomaram posse da maior parte da Marinha Jugoslava (um dos seus quatro contratorpedeiros, o Ljubljana, tinha passado a campanha em doca seca). No entanto, desafiando as referidas disposições, um contratorpedeiro, o Zagreb, foi explodido em Kotor por dois dos seus oficiais subalternos e um dos submarinos construídos pelos britânicos e dois MTBs escaparam para Alexandria, no Egito, para continuar a servir na causa Aliada. Um quarto contratorpedeiro foi capturado durante a construção no estaleiro Kotor, o Split, mas o Regia Marina não foi capaz de acabar com ela antes do armistício de 1943. Eventualmente, ela foi recuperada após a guerra pelos iugoslavos e completada com o nome original. Dez hidroaviões de patrulha marítima da Marinha Iugoslava escaparam para a Grécia, e nove conseguiram chegar ao Egito, onde formaram um esquadrão sob o comando da RAF.

## Armistício e rendição
A vitória do Eixo foi rápida. Já em 14 de Abril, o alto comando jugoslavo decidiu procurar um armistício e autorizou o exército e os comandantes dos grupos de exércitos a negociarem cessar-fogo locais. Naquele dia, os comandantes do 2º e 5º Exércitos pediram termos aos alemães, mas foram rejeitados. Somente a rendição incondicional poderia constituir a base para as negociações, disseram-lhes. Naquela noite, o alto comando enviou um emissário ao quartel-general do 1.º Grupo Panzer para pedir o armistício e, em resposta, o General von Kleist enviou o comandante do 2.º Exército, von Weichs, a Belgrado para negociar os termos. Ele chegou na tarde de 15 de abril e redigiu um armistício baseado na rendição incondicional. 
No dia 16 de Abril, um delegado jugoslavo chegou a Belgrado, mas como não tinha autoridade para assinar o documento, recebeu um projecto do acordo e foi-lhe colocado um avião à sua disposição para trazer representantes autorizados do governo. Finalmente, em 17 de abril, após apenas onze dias de combates, o ministro das Relações Exteriores pré-golpe, Aleksandar Cincar-Marković, e o general Radivoje Janković assinaram o armistício e entregaram incondicionalmente todas as tropas iugoslavas. Entrou em vigor no dia seguinte (18 de abril) ao meio-dia. Na assinatura, os húngaros e os búlgaros foram representados por oficiais de ligação, mas não assinaram o documento porque os seus países não estavam oficialmente em guerra com a Iugoslávia. O representante italiano, coronel Luigi Buonofati, assinou o documento após referir que “os mesmos termos são válidos para o exército italiano”.
Alguns estudiosos propuseram uma série de teorias para o colapso repentino do Exército Real Iugoslavo, incluindo treinamento e equipamento deficientes, generais ansiosos por garantir uma rápida cessação das hostilidades e uma considerável quinta-coluna croata, eslovena e alemã. Outros afirmam que a quinta coluna teve pouco efeito no resultado final da invasão. De acordo com Tomasevich, a insistência do Exército Iugoslavo em defender todas as fronteiras garantiu seu fracasso desde o início. A historiadora Aleksa Djilas afirma que a deserção croata é exagerada, já que muitas unidades croatas lutaram ativamente contra os alemães e a maioria dos oficiais croatas "permaneceram leais até 10 de abril, quando o NDH foi proclamado", o que pôs fim à Iugoslávia e, por sua vez, à sua lealdade ao governo. Ele acrescenta que o exército reflectiu simplesmente o fraco sistema político jugoslavo e as principais razões para a derrota foram a falta de liderança, o equipamento inferior do exército e técnicas tácticas e estratégicas desactualizadas. Muitos nacionalistas sérvios atribuíram a perda aos "quintos colunistas" croatas que tinham a ganhar com o domínio italiano e alemão, ignorando o fracasso primário do Exército Jugoslavo e da sua liderança quase inteiramente sérvia. Muitos nacionalistas croatas culparam os políticos de Belgrado e a inadequação do exército dominado pelos sérvios.

## Consequências
Após a rendição, a Iugoslávia foi posteriormente dividida entre Alemanha, Hungria, Itália e Bulgária. A Alemanha assumiu o controle da maior parte da Sérvia. Enquanto Ante Pavelić, líder do fascista Ustaše, declarou um Estado Independente da Croácia antes mesmo do fim da invasão, a Croácia estava na verdade sob o controle conjunto da Alemanha e da Itália.
Quando o Exército Iugoslavo se rendeu oficialmente às forças do Eixo em 18 de abril de 1941, o Coronel Draža Mihailović do Exército Real Iugoslavo começou imediatamente a organizar uma resistência à força de ocupação nas montanhas da Sérvia e no leste da Bósnia. Mihailović foi nomeado General desta nova versão guerrilheira do exército e Ministro da Guerra pelo rei Pedro II e pelo seu governo iugoslavo no exílio na Grã-Bretanha. Embora Mihailović tenha tentado insistir que as forças de guerrilha sob seu comando, que chegam a 100 000 soldados ativos, continuassem a ser chamadas de "Exército Real Iugoslavo", a inteligência americana e britânica e as reportagens da mídia consistentemente se referiam a eles como "Chetniks". Isso levou à confusão, uma vez que tanto as forças de guerrilha iugoslavas sob o comando do general Milan Nedić quanto as forças de guerrilha monarquistas que não estavam sob o comando de Mihailović também foram chamadas de "Chetniks". Assim que os soviéticos entraram totalmente na guerra ao lado dos Aliados em 22 de junho de 1941, os Partisans Iugoslavos sob o comando de Josip Tito também começaram a lutar contra as potências do Eixo e, a partir de então, houve resistência contínua aos exércitos ocupantes na Iugoslávia até o fim. da guerra. Embora no início tanto os guerrilheiros iugoslavos quanto os chetniks se envolvessem na resistência, os guerrilheiros se tornaram a principal força de resistência depois, seguindo o exemplo de Churchill, na Conferência de Teerã em 28 de novembro – Em 1º de dezembro de 1943, os governos britânico e americano retiraram toda a lealdade e apoio aos Chetniks do Exército Real Iugoslavo de Mihailović e deram toda a assistência adicional aos guerrilheiros comunistas que travaram uma guerra civil contínua contra as forças de Mihailović. No final, desprovido de toda a assistência externa, o Exército Real Iugoslavo de Mihailović foi derrotado na Sérvia por uma combinação de guerrilheiros bem armados, apoiados e fornecidos e pelos soviéticos invasores.

#### Livros
- Bán, András D. (2004). Hungarian–British Diplomacy, 1938–1941: The Attempt to Maintain Relations. Translated by Tim Wilkinson. London: Frank Cass. ISBN 0714656607
- Cervi, Mario (1972). The Hollow Legions. Mussolini's Blunder in Greece, 1940–1941 [Storia della guerra di Grecia: ottobre 1940 – aprile 1941]. trans. Eric Mosbacher. London: Chatto and Windus. ISBN 0-70111-351-0
- Chant, Christopher (1986). The Encyclopedia of Codenames of World War II. [S.l.]: Routledge
- Chesneau, Roger, ed. (1980). Conway's All the World's Fighting Ships 1922–1946. London, England: Conway Maritime Press. ISBN 978-0-85177-146-5
- Ciglić, Boris; Savić, Dragan (2007). Dornier Do 17, The Yugoslav Story: Operational Record 1937–1947. Belgrade: Jeroplan. ISBN 978-86-909727-0-8
- Cohen, Philip J. (1996). Serbia's Secret War: Propaganda and the Deceit of History. [S.l.]: Texas A&M University Press. ISBN 9780890967607
- Giurescu, Dinu C. (2000). Romania in the Second World War (1939–1945). Boulder, CO: East European Monographs
- Hoffmann, Peter (2000) [1979]. Hitler's Personal Security: Protecting the Führer, 1921–1945 2nd ed. [S.l.]: Da Capo Press
- Goss, Chris (2005). Dornier 17: In Focus. Surrey, UK: Red Kite/Air Research. ISBN 0-9546201-4-3
- Gretschko, A. A., ed. (1977). Geschichte des Zweiten Weltkrieges. 3. East Berlin: Militärverlag der Deutschen Demokratischen Republik
- Klajn, Lajco (2007). The Past in Present Times: The Yugoslav Saga. [S.l.]: University Press of America. ISBN 978-0-7618-3647-6
- Loi, Salvatore (1978). Le operazioni delle unità italiane in Jugoslavia (1941–1943): narrazione, documenti [The operations of Italian units in Yugoslavia (1941–1943): narrative, documents] (em italiano). Rome, Italy: Ministero della difesa (Ministry of Defence). OCLC 9194926
- Macartney, C. A. (1956). October Fifteenth: A History of Modern Hungary, 1929–1945. Col: vol. 1. Edinburgh: Edinburgh University Press
- Macartney, C. A. (1957). October Fifteenth: A History of Modern Hungary, 1929–1945. Col: vol. 2. Edinburgh: Edinburgh University Press
- Miller, Marshall Lee (1975). Bulgaria during the Second World War. Stanford, CA: Stanford University Press
- Niehorster, Leo W. G. (1998). The Royal Hungarian Army, 1920–1945. Bayside, New York: Europa Books. ISBN 978-1-891227-19-6
- Novak, Emilian E. (1969). Limitations of Hungarian National Power in World War Two (MA thesis). University of North Texas
- Pavlowitch, Stevan K. (2007). Hitler's New Disorder: The Second World War in Yugoslavia. New York: Columbia University Press. ISBN 978-1-85065-895-5
- Redžić, Enver (2005). Bosnia and Herzegovina in the Second World War. Abingdon: Frank Cass. ISBN 0-7146-5625-9
- Savić, Dragan; Ciglić, Boris (2002). Croatian Aces of World War 2. London: Osprey Publishing. ISBN 1-84176-435-3
- Schreiber, Gerhard (2006). «Germany, Italy, and South-east Europe: From Political and Economic Hegemony to Military Aggression». Germany and the Second World War, Volume III: The Mediterranean, South-East Europe, and North Africa, 1939–1941. Oxford: Oxford University Press. pp. 303–448
- Shirer, William L. (2002). The Rise and Fall of the Third Reich: A History of Nazi Germany. London: Random House. ISBN 978-0-09-942176-4
- Shores, Christopher F.; Cull, Brian; Malizia, Nicola (1987). Air War for Yugoslavia, Greece, and Crete, 1940–41. London: Grub Street. ISBN 978-0-948817-07-6
- Short, Neil (2010). The Fuhrer's Headquarters: Hitler's Command Bunkers, 1939–45. Oxford: Osprey Publishing. ISBN 978-1-84603-582-1
- Terzić, Velimir (1982a). Slom Kraljevine Jugoslavije 1941 : uzroci i posledice poraza [The Collapse of the Kingdom of Yugoslavia in 1941: Causes and Consequences of Defeat] (em servo-croata). 1. Belgrade, Yugoslavia: Narodna knjiga. OCLC 10276738
- Terzić, Velimir (1982b). Slom Kraljevine Jugoslavije 1941 : uzroci i posledice poraza [The Collapse of the Kingdom of Yugoslavia in 1941: Causes and Consequences of Defeat] (em servo-croata). 2. Belgrade, Yugoslavia: Narodna knjiga. OCLC 10276738
- Keegan, John, ed. (1989). The Times Atlas of the Second World War. New York: Harpercollins. ISBN 978-0060161781
- Thomas, Nigel; Mikulan, Krunoslav (1995). Axis Forces in Yugoslavia 1941–45. New York: Osprey Publishing. ISBN 1-85532-473-3
- Thomas, Nigel; Szabo, Laszlo (2008). The Royal Hungarian Army in World War II. Oxford, United Kingdom: Osprey Publishing. ISBN 978-1-84603-324-7
- Tomasevich, Jozo (1969), «Yugoslavia during the Second World War», in:  Vucinich, Wayne S., Contemporary Yugoslavia: Twenty Years of Socialist Experiment, ISBN 978-05-200153-6-4, Berkeley: University of California Press, pp. 59–118
- Tomasevich, Jozo (1975). War and Revolution in Yugoslavia, 1941–1945: The Chetniks. Stanford: Stanford University Press. ISBN 978-0-8047-0857-9
- Tomasevich, Jozo (2001). War and Revolution in Yugoslavia, 1941–1945: Occupation and Collaboration. 2. San Francisco: Stanford University Press. ISBN 0-8047-3615-4
- Trevor-Roper, Hugh (1964). Hitler's War Directives: 1939–1945. Viborg: Norhaven Paperback. ISBN 1-84341-014-1
- US Army (1986) [1953]. The German Campaigns in the Balkans (Spring 1941): A Model of Crisis Planning. Col: Department of the Army Pamphlet No. 20–260. Washington, D.C.: United States Army Center of Military History. OCLC 16940402. CMH Pub 104-4. Consultado em 1 de novembro de 2010. Arquivado do original em 19 de junho de 2009
- Vogel, Detlef (2006). «German Intervention in the Balkans». Germany and the Second World War, Volume III: The Mediterranean, South-East Europe, and North Africa, 1939–1941. Oxford: Oxford University Press. pp. 449–556
- Weal, John A. (1998). Junkers Ju 87: Stukageschwader of North Africa and the Mediterranean. London: Osprey. ISBN 978-1-85532-722-1
- Whitely, M. J. (2001). Destroyers of World War Two: An International Encyclopedia. [S.l.]: US Naval Institute Press. ISBN 978-0-87021-326-7
- Benson, Leslie (2001). Yugoslavia: A Concise History. United Kingdom: Palgrave Macmillan. ISBN 1403913838
- Edwards, Robert J. (2015). Tip of the Spear: German Armored Reconnaissance in Action in World War II. [S.l.]: Stackpole Books. ISBN 9780811763301
- Plowman, Jeffrey (2013). War in the Balkans: The Battle for Greece and Crete 1940–1941. [S.l.]: Pen and Sword. ISBN 9781781592489
- Jowett, Philip (2000). Italian Army, 1940–1945. 1. [S.l.]: Osprey. ISBN 9781855328648
- Donia, Robert J.; Fine, John V.A. (1994). Bosnia and Hercegovina: A Tradition Betrayed. [S.l.]: C. Hurst & Co. Publishers. ISBN 9781850652113
- Krleža, Miroslav; Brajković, Vladislav; Mardešić, Petar (1972). Pomorska enciklopedija (em servo-croata). 2. [S.l.]: Jugoslavenski leksikografski zavod
- Maior, George Cristian (2002). The Danube, European security and cooperation at the beginning of the 21st century. [S.l.]: Enciclopedica Pub. House. ISBN 9789734503971
- Weal, John (2012). The Danube, European security and cooperation at the beginning of the 21st century. [S.l.]: Bloomsbury Publishing. ISBN 978-1841762869

#### Artigos
- Barefield, Michael R. (maio de 1993). «Overwhelming Force, Indecisive Victory: The German Invasion of Yugoslavia, 1941». Fort Leavenworth, Kansas: School of Advanced Military Studies, United States Army Command and General Staff College. Arquivado do original em 8 de abril de 2013
- Dizdar, Zdravko (2007). «Bjelovarski ustanak od 7. do 10. travnja 1941.». Časopis Za Suvremenu Povijest (em croata). 3. Hrvatski institut za povijest. pp. 581–609
- Dedijer, Vladimir (1956). «Sur l'armistice "germano-yougoslave" (7 avril 1941) (Peut-on dire qu'il y eut réellement un armistice?)». Revue d'histoire de la Deuxième Guerre mondiale. 6 (23): 1–10
- Fatutta, F.; Covelli, L. (1975). «1941: Attack on Yugoslavia». The International Magazine of Armies and Weapons. 4 (15–17). Lugano, Switzerland
- Hadži-Jovančić, Perica. "Losing the Periphery: The British Foreign Office and Policy Towards Yugoslavia, 1935–1938." Diplomacy & Statecraft 31.1 (2020): 65–90.
- Jovanovich, Leo M. (1994). «The War in the Balkans in 1941». East European Quarterly. 28 (1): 105–129
- Krzak, Andrzej (2006). «Operation "Marita": The Attack Against Yugoslavia in 1941». The Journal of Slavic Military Studies. 19 (3): 543–600. doi:10.1080/13518040600868123
- Lennox, Dyer T. (maio de 1997). «Operational Analysis: German operations against Yugoslavia 1941» (PDF). Newport, Rhode Island: Joint Military Operations Department, Naval War College. Arquivado do original (PDF) em 8 de abril de 2013
- Mirošević, Franko (2011). «Dubrovnik i dubrovački kotar od Banovine Hrvatske do talijanske reokupacije (od rujna 1939. do rujna 1941.)». Radovi Zavoda za povijesne znanosti HAZU u Zadru (em croata). 53. pp. 243–279
- Pavlowitch, Stevan K. (1982). «How Many Non-Serbian Generals in 1941?». East European Quarterly. 16 (4): 447–452
- Zajac, Daniel L. (maio de 1993). «The German Invasion of Yugoslavia: Insights For Crisis Action Planning And Operational Art in A Combined Environment» (PDF). Fort Leavenworth, Kansas: School of Advanced Military Studies, United States Army Command and General Staff College. Arquivado do original (PDF) em 8 de abril de 2013
- Životić, Aleksandar (2011). «Četničke jedinice Vojske Kraljevine Jugoslavije u Aprilskom ratu» [The Chetnik units of the Yugoslav Army in April War 1941]. Istorija 20. Veka (em sérvio). 29: 39–47. doi:10.29362/ist20veka.2011.1.ziv.39-47
- Statiev, Alexander (outubro de 2002). «Antonescu's Eagles against Stalin's Falcons: The Romanian Air Force, 1920–1941». The Journal of Military History. 66 (4): 1085–1113. JSTOR 3093265. doi:10.2307/3093265

#### Rede
- Heaton, Colin D. (12 de junho de 2006). «Invasion of Yugoslavia: Waffen SS Captain Fritz Klingenberg and the Capture of Belgrade During World War II». HistoryNet. Consultado em 5 Abr 2021
- Niehorster, Leo (2013). «Balkan Operations Italian Order of Battle Italian Army 5th April 1941». Leo Niehorster. Consultado em 5 Abr 2021
- Niehorster, Leo (2013). «Balkan Operations Italian Order of Battle Italian Second Army 5th April 1941». Leo Niehorster. Consultado em 5 Abr 2021
- Niehorster, Leo (2013). «Balkan Operations Italian Order of Battle Italian Albanian High Command 5th April 1941». Leo Niehorster. Consultado em 5 Abr 2021
- Niehorster, Leo (2013). «Balkan Operations Italian Order of Battle Italian Commander of Troops in Zara 5th April 1941». Leo Niehorster. Consultado em 5 Abr 2021

### Leitura Adicional
- Burgwyn, H. James. (2005). Empire on the Adriatic: Mussolini's Conquest of Yugoslavia 1941–1943. [S.l.]: Enigma
- Williams, Heather (2003). Parachutes, Patriots and Partisans: The Special Operations Executive and Yugoslavia, 1941–1945. [S.l.]: C. Hurst & Co. ISBN 1-85065-592-8